# Shimotsuma
Shimotsuma (jap. 下妻市, -shi) ist eine Stadt in der Präfektur Ibaraki in Japan.
Novala Takemotos Roman Shimotsuma Monogatari und dessen Verfilmung spielen in der Stadt.

## Geographie
Shimotsuma liegt östlich von Tsuchiura und westlich von Koga.

## Geschichte
Die Stadt wurde am 1. Juni 1954 gegründet.

## Weblinks

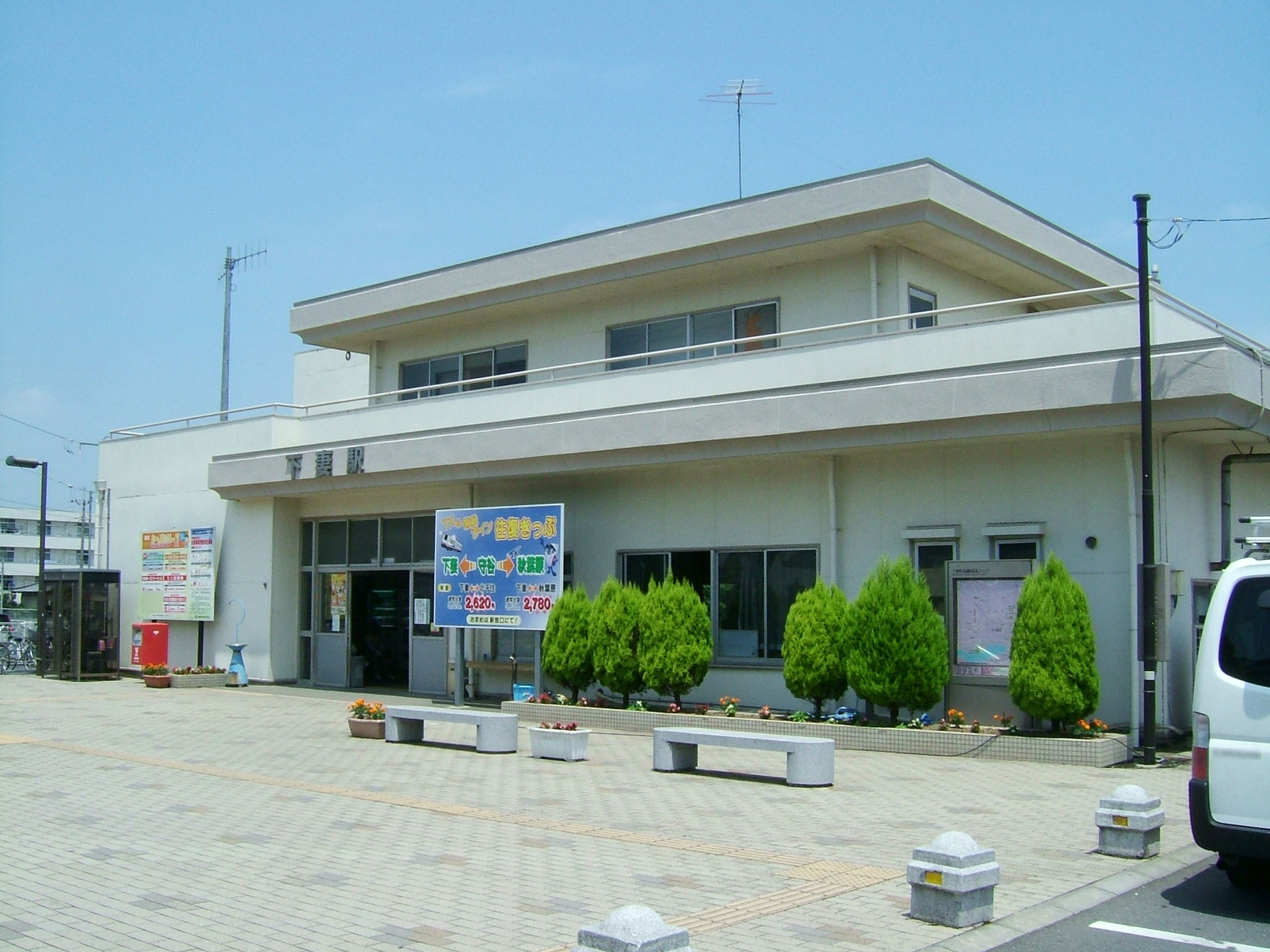
Bahnhof Shimotsuma

## Verkehr
- Straßen:
  - Nationalstraße 125
  - Nationalstraße 294

## Persönlichkeiten
- Tsukada Maki (* 1982), Judoka

## Angrenzende Städte und Gemeinden
- Tsukuba
- Chikusei
- Jōsō
- Yachiyo